# Way Down We Go
«Way Down We Go» (с англ. — «Мы идём ко дну») — песня исландской рок-группы Kaleo, ставшая вторым синглом с их второго студийного альбома A/B. Авторами и продюсерами песни стали сами участники группы.
Песня была использована в фильмах «Призрачная красота», «Тренер», трейлерах фильма «Логан» и четвёртого сезона телесериала «Оранжевый — хит сезона», а также телесериалах «Форс-мажоры», «Супергёрл», «Люцифер», «Анатомия страсти», «Волчонок», «Слепая зона»,, Eyewitness, «Дневники вампира», «Отель Элеон», «Манифест», «Ривердейл», "NCIS" и рекламном ролике для Boots UK.
«Way Down We Go» достигла первого места в хит-парадах Billboard Alternative Songs и Rock Airplay.

## Чарты и сертификация
| Чарт (2016-17)                               | Лучшая позиция |
| -------------------------------------------- | -------------- |
| Australia (ARIA)                             | 30             |
| Австрия (Ö3 Austria Top 40)                  | 10             |
| Бельгия/Фландрия (Ultratop 50)               | 8              |
| Бельгия/Валлония (Ultratop 50)               | 44             |
| Канада (Billboard Canadian Hot 100)          | 60             |
| Чехия (Rádio — Top 100)                      | 4              |
| Чехия (Singles Digitál Top 100)              | 55             |
| France (SNEP)                                | 4              |
| Германия (GfK)                               | 6              |
| Greece (IFPI Greece)                         | 1              |
| Венгрия (Rádiós Top 40)                      | 6              |
| Венгрия (Single Top 40)                      | 14             |
| Ирландия (IRMA)                              | 98             |
| Португалия (AFP)                             | 86             |
| Словакия (Rádio — Top 100)                   | 31             |
| Словакия (Singles Digitál Top 100)           | 56             |
| Slovenia (SloTop50)                          | 8              |
| Россия (TopHit)                              | 1              |
| Испания (PROMUSICAE)                         | 14             |
| Швейцария (Schweizer Hitparade)              | 10             |
| США (Billboard Hot 100)                      | 54             |
| США (Billboard Adult Pop Airplay)            | 18             |
| США (Billboard Alternative Airplay)          | 1              |
| США (Billboard Hot Rock & Alternative Songs) | 6              |
| США (Billboard Pop Airplay)                  | 36             |
| США (Billboard Rock & Alternative Airplay)   | 1              |

| Чарт (2016)                       | Позиция |
| --------------------------------- | ------- |
| Belgium (Ultratop Flanders)       | 92      |
| Чарт (2017)                       | Позиция |
| Austria (Ö3 Austria Top 40)       | 60      |
| Belgium (Ultratop Flanders)       | 87      |
| Germany (Official German Charts)  | 61      |
| Hungary (Rádiós Top 40)           | 98      |
| Hungary (Single Top 40)           | 75      |
| Russia (Tophit)                   | 1       |
| Slovenia (SloTop50)               | 44      |
| Switzerland (Schweizer Hitparade) | 28      |
| Ukraine (Tophit)                  | 25      |

| Регион | Сертификация  | Продажи   |
| --- | ------------- | --------- |
| Австралия (ARIA) | Платиновый    | 70 000    |
| Австрия (IFPI Austria) | Золотой       | 15 000    |
| Канада (Music Canada) | 9× Платиновый | 720 000   |
| Германия (BVMI) | Платиновый    | 400 000   |
| Польша (ZPAV) | Золотой       | 10 000    |
| Великобритания (BPI) | Платиновый    | 600 000   |
| США (RIAA) | Платиновый    | 1 000 000 |
| * Данные о продажах приведены только на основе сертификации. · ^ Данные о тиражах приведены только на основе сертификации. · Данные о продажах + прослушиваниях приведены только на основе сертификации. |               |           |

## Хронология издания
| Страна | Дата           | Формат | Лейбл            |
| ------ | -------------- | ------ | ---------------- |
| США    | 4 октября 2016 | радио  | Elektra Atlantic |